# Aeroporti in Transnistria
Elenco degli aeroporti in Transnistria, ordinati per luogo.
| Aeroporto             | ICAO | IATA | Città    | Uso           | Coordinate         |
| --------------------- | ---- | ---- | -------- | ------------- | ------------------ |
| Aeroporto di Camenca  | LUCM |      | Camenca  | non operativo |                    |
| Aeroporto di Tighina  | LUTG |      | Bender   | non operativo |                    |
| Aeroporto di Tiraspol | LUTR |      | Tiraspol |               | 46.868°N 29.5905°E |